# 아미노당

글루코사민

아미노당(영어: amino sugar)은 유기화학에서 하이드록실기가 아미노기로 치환된 당을 지칭한다. 아미노당은 보다 기술적으로 2-아미노-2-디옥시당(영어: 2-amino-2-deoxysugar)으로도 표기할 수 있다. 60가지 이상의 아미노당이 알려져 있으며, 가장 풍부한 아미노당으로는 키틴의 주성분인 N-아세틸글루코사민이 있다.
N-아세틸글루코시민 및 시알산과 같은 아미노기를 가지고 있는 당의 유도체(이러한 질소는 아미노기가 아니라 보다 더 복잡한 작용기의 일부일 수도 있음)도 아미노당으로 간주한다. 아미노글리코사이드는 세균의 단백질 합성을 저해하는 항균 화합물의 한 종류이다. 이들 화합물은 아미노당과 아미노사이클리톨의 접합체이다.

## 합성

### 글리칼로부터
글리칼은 고리의 1번 탄소 원자와 2번 탄소 원자 사이에 이중 결합을 가지고 있는 단당류의 고리형 엔올 에터 유도체이다. 1번 탄소에서 글리코사이드 결합의 형성과 결합된 2번 탄소에서 글리칼의 N-기능화는 아미노당의 합성을 위한 일반적인 방법이다. 이것은 아자이드를 사용하여 달성할 수 있으며 이어서 일어나는 환원으로 아미노당을 생성할 수 있다. 2번 탄소에 아자이드 부분을 도입하는 것에 대한 한 가지 장점은 1,2-시스-글리코사이드 결합의 입체선택적 합성의 기반이 될 수 있는 비참여능력에 있다.
아자이드는 높은 위치선택성을 제공하지만 1번 탄소와 2번 탄소 모두에서 일반적으로 입체선택성이 좋지 않다. 일반적으로 아노머 혼합물이 얻어지고 2번 탄소에서 형성되는 입체화학은 출발 기질에 크게 의존한다. 갈락탈의 경우 4번 탄소에서 축 그룹으로 인해 윗면의 입체 장애로 이중 결합에 아자이드를 첨가하는 것이 수평 방향에서 우선적으로 일어난다. 글루칼의 경우 아자이드는 거의 비슷한 확률로 수직 방향과 수평 방향에서 공격할 수 있으므로 선택성이 감소한다.
글리칼은 또한 싸이오글리코사이드 공여체를 제공하기 위해 싸이오페놀로 처리(마이클 첨가)한 후 질화에 의해 아미노당으로 전환될 수 있다. 이것은 다재다능한 공여체이며 단순당 또는 당알코올과 반응하여 글리코사이드 결합을 형성할 수 있으며, 나이트로기의 환원 및 N-아세틸화는 표적화된 생성물을 제공할 수 있다.
또한 원팟 반응도 보고되었다. 예를 들어 싸이안트렌-5-옥사이드 및 Tf2O에 의해 활성화된 글리칼은 아마이드 친핵체 및 글리코실기 수용체로 처리되어 다양한 1,2-트랜스 C-2-아마이도글리코사이드를 생성한다. 2번 탄소에 질소의 도입과 글리코사이드 결합의 형성은 모두 입체선택적으로 선행한다. 이러한 방법은 2번 탄소에서 천연 아마이드 및 비천연 아마이드 작용기의 도입을 가능하게 하고 더 중요하게는 원팟 절차에서 글리코사이드 결합의 형성과 함께 도입시킨다.

### 친핵성 치환을 통해
친핵성 치환은 아미노당 합성의 효과적인 방법이 될 수 있지만 결과는 친핵체의 특성, 이탈기의 종류 및 당 고리의 치환 부위에 따라 달라진다. 이 문제의 한 가지 측면은 2번 탄소 위치에서의 치환이 아노머 중심에 인접해 있기 때문에 속도가 느린 경향이 있다는 것이다. 이것은 축 방향으로 아글리콘을 가지고 있는 글리코사이드의 경우 특히 그렇다.
에폭사이드는 아자이드를 2번 탄소로 도입시키기 위한 친핵성 치환 반응을 실현시키는 데 적합한 출발 물질이다. 무수당 21은 싸이오글리코사이드 22로 전환될 수 있는데, 싸이오글리코사이드 22는 알코올과 반응하여 2-아자이드-2-디옥시-O-글리코사이드를 얻게 하는 공여체 역할을 한다. 후속 환원 반응 및 N-아세틸화로 2-N-아세트아마이도-2-디옥시글리코사이드를 얻을 수 있다.

## 같이 보기
- 이미노당
- N-아세틸글루코사민
- 갈락토사민
- 글루코사민
- 시알산
- 다우노사민